# Grégory Lefort
Grégory Lefort (Saint-Martin-en-Bière, 23 giugno 1979) è un pilota motociclistico francese ritiratosi dall'attività agonistica.

## Carriera

### Motociclismo
Vincitore di due titoli nazionali francesi in classe 125 nel 2002 e 2003, ha iniziato a gareggiare anche in campo internazionale partecipando al campionato Europeo Velocità già dal 2000 (sia in classe 125 che in 250) ed in seguito anche alle edizioni del 2001 e del 2002.
Per quanto riguarda le competizioni del motomondiale, dopo aver corso come wild card il Gran Premio casalingo dal 1999 al 2003, nella classe 250 nel 2002 e nella classe 125 negli altri anni, corre nella 250 il motomondiale 2004 con una Aprilia RSV 250 del team Equipe GP de France - Scrab, fin a quando viene sostituito da Erwan Nigon. A fine stagione si classifica 29º. In queste presenze nel motomondiale ha sempre corso a bordo di motociclette Aprilia. Dopo questa esperienza è tornato a gareggiare nelle competizioni nazionali di velocità francesi, questa volta nella categoria Supersport. Sempre nell'ambito delle competizioni per moto derivate dalla serie, nel 2005 corre come wild card il gran premio di Francia a Magny Cours nel campionato mondiale Supersport con una Yamaha YZF R6 del Tati Team Beaujolais Racing. Il risultato in gara lo vede ritirato, quindi non ottiene punti per la classifica piloti.

### Rally Dakar SSV
Terminata la carriera motociclistica rimane nel mondo delle corse, prende parte infatti al Rally Dakar. Nel 2025 gareggia nella categoria auto SSV, a bordo di una Can-Am Maverick, in equipaggio con il connazionale George Da Cruz.

## Risultati in gara

### Motomondiale
| 1999 | Classe | Moto    |  |  |  |    |  |  |  |  |  |  |  |  |  |  |  |  | Punti | Pos. |
| ---- | ------ | ------- |  |  |  | -- |  |  |  |  |  |  |  |  |  |  |  |  | ----- | ---- |
| 1999 | 125    | Aprilia |  |  |  | 19 |  |  |  |  |  |  |  |  |  |  |  |  | 0     |      |

| 2000 | Classe | Moto    |  |  |  |  |    |  |  |  |  |  |  |  |  |  |  |  | Punti | Pos. |
| ---- | ------ | ------- |  |  |  |  | -- |  |  |  |  |  |  |  |  |  |  |  | ----- | ---- |
| 2000 | 125    | Aprilia |  |  |  |  | 21 |  |  |  |  |  |  |  |  |  |  |  | 0     |      |

| 2001 | Classe | Moto    |  |  |  |     |  |  |  |  |  |  |  |  |  |  |  |  | Punti | Pos. |
| ---- | ------ | ------- |  |  |  | --- |  |  |  |  |  |  |  |  |  |  |  |  | ----- | ---- |
| 2001 | 125    | Aprilia |  |  |  | Rit |  |  |  |  |  |  |  |  |  |  |  |  | 0     |      |

| 2002 | Classe | Moto    |  |  |  |    |  |  |  |  |  |  |  |  |  |  |  |  | Punti | Pos. |
| ---- | ------ | ------- |  |  |  | -- |  |  |  |  |  |  |  |  |  |  |  |  | ----- | ---- |
| 2002 | 125    | Aprilia |  |  |  | 20 |  |  |  |  |  |  |  |  |  |  |  |  | 0     |      |

| 2002 | Classe | Moto    |  |  |  |  |  |  |  |  |  |  |     |  |  |  |  |  | Punti | Pos. |
| ---- | ------ | ------- |  |  |  |  |  |  |  |  |  |  | --- |  |  |  |  |  | ----- | ---- |
| 2002 | 250    | Aprilia |  |  |  |  |  |  |  |  |  |  | Rit |  |  |  |  |  | 0     |      |

| 2003 | Classe | Moto    |  |  |  |     |  |  |  |  |  |  |  |  |  |  |  |  | Punti | Pos. |
| ---- | ------ | ------- |  |  |  | --- |  |  |  |  |  |  |  |  |  |  |  |  | ----- | ---- |
| 2003 | 125    | Aprilia |  |  |  | Rit |  |  |  |  |  |  |  |  |  |  |  |  | 0     |      |

| 2004 | Classe | Moto    |    |   |    |    |     |     |    |     |  |  |  |  |  |  |  |  | Punti | Pos. |
| ---- | ------ | ------- | -- | - | -- | -- | --- | --- | -- | --- |  |  |  |  |  |  |  |  | ----- | ---- |
| 2004 | 250    | Aprilia | 25 | 9 | 20 | 18 | Rit | Rit | 18 | Rit |  |  |  |  |  |  |  |  | 7     | 28º  |

| Legenda | 1º posto        | 2º posto            | 3º posto            | A punti      | Senza punti        | Grassetto – Pole position Corsivo – Giro più veloce |
| Legenda | Gara non valida | Non qual./Non part. | Ritirato/Non class. | Squalificato | '-' Dato non disp. | Grassetto – Pole position Corsivo – Giro più veloce |

### Campionato mondiale Supersport
| 2005 | Moto   |  |  |  |  |  |  |  |  |  |  |  |     | Punti | Pos. |
| ---- | ------ |  |  |  |  |  |  |  |  |  |  |  | --- | ----- | ---- |
| 2005 | Yamaha |  |  |  |  |  |  |  |  |  |  |  | Rit | 0     |      |

| Legenda | 1º posto        | 2º posto            | 3º posto           | A punti      | Senza punti        | Grassetto – Pole position Corsivo – Giro più veloce |
| Legenda | Gara non valida | Non qual./Non part. | Ritirato/Non class | Squalificato | '-' Dato non disp. | Grassetto – Pole position Corsivo – Giro più veloce |

### Rally Dakar
| Anno | Classe | Scuderia               | Vettura                | Pos. | TV |
| ---- | ------ | ---------------------- | ---------------------- | ---- | -- |
| 2025 | SSV    | Pôle Position 77 / BTR | Can-Am Maverick R X RS | 15°  | 0  |